# José Manuel Cano Pavón
José Manuel Cano Pavón (San Juan de Aznalfarache, Sevilla, 28 de enero de 1946), es un novelista español, ganador del Premio Alberto Lista de Relatos en el año 2003, del Premio de Novela Corta de la Universidad de Sevilla en 2004 y del Premio de Narrativa de la Universidad Complutense de Madrid de 2012. 

## Biografía
Es licenciado y doctor en Ciencias Químicas por la Universidad de Sevilla y en Geografía e Historia por la Universidad Nacional de Educación a Distancia. Ejerce como catedrático de Química Analítica en la Universidad de Málaga desde 1981. 
En el campo de la Química ha publicado más de doscientos artículos científicos en revistas internacionales y dirigido numerosos proyectos de investigación. En el campo de la Historia se ha ocupado de la evolución de la ciencia española y de la enseñanza de la ingeniería industrial en el siglo XIX
A partir de 2002, comenzó a escribir narrativa; en ella se ha centrado preferentemente en la indefensión del individuo frente a la sociedad. Se considera neoexistencialista. Algunas de sus novelas pueden encuadrarse dentro de la serie negra de ambiente universitario. También ha escrito otras de ciencia ficción. Ha obtenido el premio Alberto Lista de relatos (2003), el de novela de la Universidad de Sevilla (2004) y el de narrativa de la Universidad Complutense de Madrid (2012), entre otros.

## Obras

### Publicaciones académicas
- La Ciencia en Sevilla, Universidad de Sevilla (1993)
- La Escuela Industrial Sevillana. Historia de una experiencia frustrada, Universidad de Sevilla, 1996.
- La Escuela Industrial de Valencia. La difícil formación de un capital humano, Ed. Montes, Málaga, 2001
- Estado, enseñanza industrial y capital humano en la España Isabelina. Esfuerzos y fracasos, Ed.Montes, Málaga, 2002.

### Obras literarias
- El hombre sitiado (teatro), Ed. Letra Clara,Madrid, 2003.
- Sin retorno (relato), Fundación El Monte, Sevilla, 2004.
- Alfarax y la luz perdida (novela), Santillana/Punto de Lectura, Madrid, 2004.
- El País de la Luna (novela), Ed. Letra Clara,Madrid, 2005.
- El compañero (novela), Entrelínea Editores, Madrid, 2005.
- La pasión de Javier Heraud (novela), Ediciones Atlantis, Madrid, 2006.
- Punto de coincidencia (novela), Ed. Letra Clara, Madrid, 2006.
- In Ictu Oculi (novela), Ed. Letra Clara, Madrid, 2007.
- Bullying (novela), Ed.Letra Clara, Madrid,2007.
- Paul Baumer no murió (novela), Ed. Trafford, Oxford (UK), 2008.
- La espiral del eclipse (novela-monólogo), Ed.Letra Clara, Madrid, 2008
- El Arca de Noé (novela de ciencia ficción), Ediciones Atlantis, Madrid, 2008.
- La terquedad del tiempo (novela), Ed. Letra Clara, Madrid, 2009.
- El demonio blanco (novela de ciencia ficción), Ed. Bubok, 2009. Reedición en Punto Rojo, Sevilla, 2016.
- Ondas y partículas" (novela de ciencia ficción) Ediciones Atlantis, Madrid, 2009.
- Los Idus de Julio" (novela) Ed. Letra Clara, Madrid, 2010.
- El alquimista chiflado (novelita para niños), Ed. Hergué, Huelva.
- La Marina triunfará (novela autobiográfica), Ed. Letra Clara, Madrid, 2011.
- Jugar con fuego (novela histórica), Ediciones Atlantis, 2011.
- Los amigos de Auschwitz (novela histórica), Ediciones Atlantis, Madrid, 2012
- Don Quijote y su laberinto(novela histórica), Ed. Universidad Complutense, Madrid, 2013.
- Un mundo infeliz, Ed. Punto Rojo, Sevilla, 2014.
- Los jóvenes herejes", Ed. Punto Rojo, Sevilla, 2015.
- El láger. Ed. Atlantis, Madrid, 2016.
- La nueva vida de Telémaco García", Ed. Letra Clara, Madrid, 2016.
- Los chicos de Terezin", Ed. Letra Clara, Madrid, 2018.

### Obras literarias en inglés
- The White Devil", Ed. Trafford, USA, 2012.
- The passion of Javier Heraud", Ed. Trafford, USA, 2013.
- The Auschwitz friends", Amazon, E-book, 2013.